# Кампо нел'Елба
Кампо нел'Елба (итал. Campo nell'Elba) је насеље у Италији у округу Ливорно, региону Тоскана.
Према процени из 2011. у насељу је живело 4155 становника. Насеље се налази на надморској висини од 14 м.

## Становништво
| 1936. | 1951. | 1961. | 1971. | 1981. | 1991. | 2001. | 2011. |
| ----- | ----- | ----- | ----- | ----- | ----- | ----- | ----- |
| 3.696 | 4.231 | 4.064 | 4.066 | 4.148 | 4.274 | 4.155 | 4.553 |